# Innere Stadt (Wien)
Innere Stadt ( [ˈɪnəʀə ʃtat] ?) er en af Wiens 23 bydele (bezirke). Denne del er den første af bydelene og udgør den gamle bykerne. Indtil de første indlemmelser i 1850 var den også områdemæssigt identisk med byen Wien. Traditionelt blev den inddelt i fire kvarterer opkaldt efter vigtige byporte: Stubenviertel (nordøst), Kärntner Viertel (sydøst), Widmerviertel (sydvest) og Schottenviertel (nordvest).
Bydelen er med 100.745 beskæftigede byens største arbejdsgiver hvilket skyldes såvel turismen som de mange firmahovedsæder i den centrale bydel.
48°12′35″N 16°22′12″Ø / 48.2097°N 16.37°Ø